# Hoplichthys langsdorfii
Hoplichthys langsdorfii is een straalvinnige vissensoort uit de familie van hoplichthyden (Hoplichthyidae). De wetenschappelijke naam van de soort is voor het eerst geldig gepubliceerd in 1829 door Cuvier.